# Talking with the Taxman about Poetry
Albums de Billy Bragg
Brewing Up with Billy Bragg
(1984) Workers Playtime
(1988)
Talking with the Taxman about Poetry est un album de Billy Bragg sorti en septembre 1986.

## Réception
À sa sortie, Talking with the Taxman about Poetry se classe no 8 des ventes au Royaume-Uni.
Il figure dans le livre Les 1001 albums qu'il faut avoir écoutés dans sa vie.

## Fiche technique

### Liste des chansons
Toutes les chansons sont écrites et composées par Billy Bragg, sauf indication contraire.
| 1. | Greetings to the New Brunette |               | 3:29 |
| 2. | Train Train                   | Zenon DeFleur | 2:11 |
| 3. | The Marriage                  |               | 2:30 |
| 4. | Ideology                      |               | 3:27 |
| 5. | Levi Stubbs' Tears            |               | 3:28 |
| 6. | Honey, I'm a Big Boy Now      |               | 4:05 |

| 7.  | There Is Power in a Union (en) | traditionnel, arr. Bragg | 2:47 |
| 8.  | Help Save the Youth of America |                          | 2:45 |
| 9.  | Wishing the Days Away          |                          | 2:28 |
| 10. | The Passion                    |                          | 2:52 |
| 11. | The Warmest Room               |                          | 3:55 |
| 12. | The Home Front                 |                          | 4:09 |

### Musiciens
- Billy Bragg : chant, guitare acoustique et électrique
- Kirsty MacColl : chant
- Ken Craddock : orgue, piano
- Kenney Jones : percussions
- Johnny Marr : guitare électrique
- Simon Moreton : percussions
- John Porter : guitare, mandoline, basse, guitare électrique
- George Shilling : percussions
- Bobby Valentino : violon
- Dave Woodhead : trompette, cor d'harmonie